# 開心魔法
《開心魔法》是中國大陸與香港合拍的魔幻喜劇電影作品，名義上是《開心鬼》電影系列的第六集，保留了原主角康森貴角色，同時從中學老師榮升為大學教授，題材因應中國大陸電影審查改以魔法。由葉偉信導演，黃百鳴監製兼領銜主演，吳尊、吳京及閆妮領銜主演，吳千語特別介紹，定於2011年12月1日於中國全國公映，領銜賀歲檔，目前已經售出英、美、加、澳、韓等10多個國家和地區的院線發行權。

## 劇情大綱
宇宙之大，無奇不有，有很多不可思議的事情是無法解釋。康森貴 (黃百鳴飾演)除了是一名大學教授，更是五行魔法的「水」系魔法師，卻無人知道他擁有魔法的秘密。因為一次意外，康森貴的魔法竟轉移到學生美斯 (吳千語飾演) 身上，這位平凡的少女因而捲入魔法世界的漩渦。
「火」系的魔法師畢野武（吳京飾演）要集合五行能量逆轉時間，因为他以前有一段痛苦的回憶，他想改变那痛苦的回忆。「木」系魔法師古新月 (古天樂飾演)一早預言開啓時間漩渦將帶來災難，所以通知「土」系魔法師凌楓(吳尊飾演) 聯同「金」系魔法師查理(松明飾演)一齊制止災難發生，可惜凌楓被打至重傷失憶，變成「粒子人」，無人看得見他，除了魔法师可以看到他。但最後時間還是被逆轉…

## 演員陣容
| 演員   | 角色   | 備註                                                              |
| 黃百鳴 | 康森貴 | “水”系魔法師 柏格斯大學教授，結局成為副校長                       |
| 吳尊   | 凌楓   | “土”系魔法師，自然生物学家，暗恋程美斯，后为其男友                |
| 吳千語 | 程美斯 | 柏格斯大學學生 一次意外裡獲得了康森貴的魔法，暗恋凌枫，后为其女友 |
| 吳京   | 畢野武 | “火”系魔法師 想集合五行的魔法回到過去                             |
| 古天樂 | 古新月 | 「木」系魔法師，友情客串                                          |
| 閆妮   | 劉麗華 | 柏格斯大學女排教練                                                |
| 姜松明 | 查理   | “金”系魔法師，魔術師                                              |
| 劉兆銘 | 高校長 | 柏格斯大學校長                                                    |
| 羅莽   | -      | 東山隊校長                                                        |
| 谷德昭 | -      | 東山大學男排教練                                                  |
| 李麗珍 | -      | 畢野武之母，因冒險樂園發生火災而被燒死                            |
| 葉世榮 | 畢家輝 | 畢野武之父，為了救畢野武之母而被燒死                              |
| 鮑起靜 | -      | 大學清潔女工                                                      |
| 陳嘉寶 | 公主   | 程美斯室友                                                        |
| 李蔓瑩 | 波波   | 必勝會成員                                                        |
| 郭善璵 | GaGa   | 必勝會成員                                                        |
| 易易紫 |        | 東山排球隊隊員                                                    |
| 劉美含 |        | 東山排球隊隊員                                                    |
| 李雨奚 |        | 東山排球隊隊員                                                    |

## 主題歌
| 曲別   | 歌名                         | 演唱       |
| ------ | ---------------------------- | ---------- |
| 主題曲 | 《戀愛咒語》                 | 魏晨、洪辰 |
| 主題曲 | 《開心魔法》（香港區主題曲） | ToNick     |

## 外部連結
- 《開心魔法》的Facebook專頁
- 豆瓣網電影小站 （页面存档备份，存于）
- Yahoo奇摩電影上《開心魔法》的資料（繁體中文）
- MSN娛樂上《開心魔法》的資料（繁體中文）

- 開眼電影網上《開心魔法》的資料（繁體中文）
- 豆瓣电影上《開心魔法》的資料 （简体中文）
- 时光网上《開心魔法》的資料（简体中文）
- AllMovie上《開心魔法》的资料（英文）
- 爛番茄上《開心魔法》的資料（英文）
- 香港影庫上《開心魔法》的資料（繁體中文）
- 互联网电影数据库（IMDb）上《開心魔法》的资料（英文）